# Скотс Блъф
Окръг Скотс Блъф (на английски: Scotts Bluff County) е окръг в щата Небраска, Съединени американски щати. Площта му е 1932 km², а населението - 36 951 души (2000). Административен център е град Геринг.